# سیارک ۱۸۷۶
سیارک ۱۸۷۶ (به انگلیسی: 1876 Napolitania، نامگذاری:1970BA) هزار و هشتصد و هفتاد و ششمین سیارک کشف شده‌است که در ۳۱ ژانویه ۱۹۷۰ کشف شد.
قدر مطلق سیارک برابر ۱۵٫۳۰ است.